# Инђић
Инђић је српско презиме. Значајни људи са овим презименом су:
- Еуген Инђић (рођен 1947), амерички пијаниста српског порекла